# Corinne Lepage

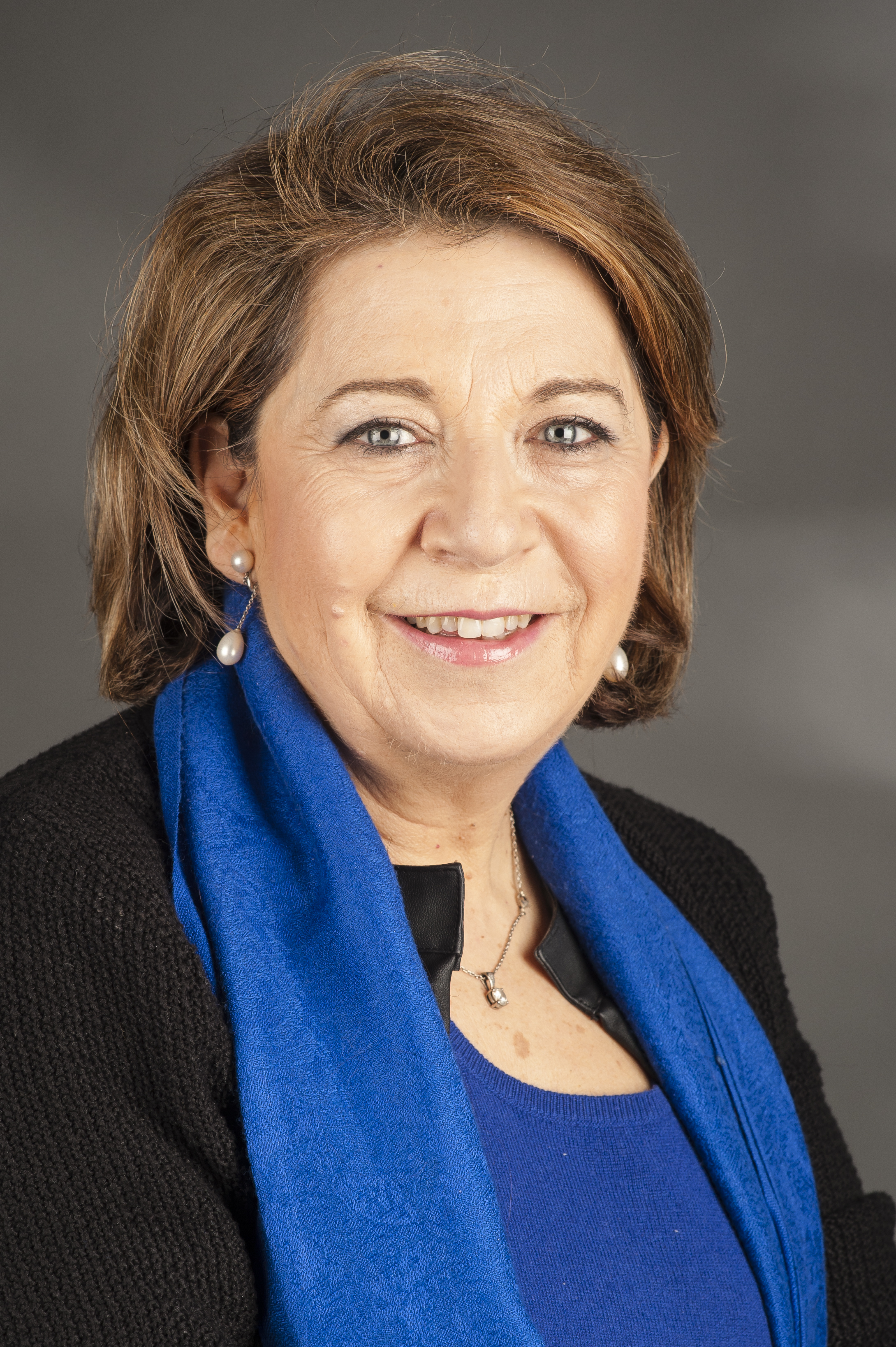
Corinne Lepage (2014)

Corinne Lepage (* 11. Mai 1951 in Boulogne-Billancourt, Département Hauts-de-Seine) ist eine französische Juristin und Politikerin. Die auf Umweltrecht spezialisierte Rechtsanwältin und Hochschullehrerin ist Gründerin und seit 1996 Vorsitzende der ökologistischen Kleinpartei Citoyenneté Action Participation pour le XXIe siècle (Cap21). Sie war von 1995 bis 1997 französische Umweltministerin und von 2009 bis 2014 Mitglied des Europäischen Parlaments in der liberalen ALDE-Fraktion.

## Leben
Lepage absolvierte ein Studium am Institut d’études politiques de Paris (Sciences Po), das sie mit Auszeichnung abschloss, erwarb an der Universität Panthéon-Assas (Paris II) 1974 ein DES im öffentlichen Recht und ein DEA in Politikwissenschaft. Im Jahr darauf wurde sie in der Pariser Anwaltskammer als Rechtsanwältin (Avocate) vereidigt. Parallel hielt sie Kurse im öffentlichen Recht und Stadtplanungsrecht an den Universitäten Paris I, Paris II und Paris XII. 
Sie trat 1978 in die Anwaltskanzlei ihres späteren Ehemanns Christian Huglo ein, die seither Huglo Lepage Avocats heißt und sich als erste Kanzlei Frankreichs auf Umweltrecht spezialisierte. Erste öffentliche Bekanntheit erlangte Lepage noch im selben Jahr als Prozessvertreterin der vom Ölunglück des Tankers Amoco Cadiz an der Küste der Bretagne betroffenen französischen Kommunen im Verfahren gegen den US-Ölkonzern Amoco. Neben ihrer Anwaltstätigkeit lehrte sie von 1979 bis 1995 als Maître de conférences (Dozentin) für öffentliches Recht an der Sciences Po in Paris. Sie erwarb 1982 an der Universität Paris II ein Doctorat d’État im öffentlichen Recht, das mit der Bestnote (mention très bien, félicitations du jury) bewertet wurde.
1989 wurde Lepage in den Stadtrat des normannischen Seebads Cabourg (Département Calvados) gewählt und zur Beigeordneten des Bürgermeisters für Umwelt und Stadtentwicklung ernannt. Sie war 1990 neben Jean-Louis Borloo und Noël Mamère ein Gründungsmitglied der Öko-Partei Génération écologie, die sich in Abgrenzung zu den linken Les Verts eher in der Mitte des politischen Spektrums positionierte. Bei der Parlamentswahl 1993 kandidierte sie im 4. Wahlkreis von Calvados für einen Sitz in der französischen Nationalversammlung, erhielt aber nur 6,17 % der Stimmen.
Nach seiner Wahl zum Staatspräsidenten ernannte Jacques Chirac Lepage im Mai 1995 zur Umweltministerin in der Mitte-rechts-Regierung des Premierministers Alain Juppé (Kabinette Juppé I und II). Sie gründete 1996 die Denkfabrik Citoyenneté, action, participation pour le XXIe siècle (Cap21; „Bürgerschaft, Aktion, Partizipation für das 21. Jahrhundert“), der sie seither vorstand. Das Gesetz gegen Luftverschmutzung vom 30. Dezember 1996 wird nach der Umweltministerin, die es initiiert hat, auch loi Lepage genannt. In der Frage der Wiederaufnahme des Betriebs im heruntergefahrenen Kernkraftwerk Creys-Malville („Superphénix“) führte sie einen offenen Konflikt mit dem Industrieminister Franck Borotra. Die Wiederaufnahme wurde schließlich vom Conseil d’Etat untersagt. In vielen Punkten musste sie jedoch nachgeben, da dem Umweltschutz in der konservativen Regierung kein so großer Stellenwert eingeräumt wurde. Bei der Parlamentswahl 1997 kandidierte sie als Divers droite (parteilose Rechte) im 7. Wahlkreis von Paris, unterlag aber in der Stichwahl mit 45,5 % gegen Patrick Bloche von den Sozialisten. Nach der Niederlage der Mitte-rechts-Parteien bei der Parlamentswahl 1997 verlor sie ihr Regierungsamt. Über ihre Machtlosigkeit als Umweltministerin in der Juppé-Regierung veröffentlichte sie 1998 das Buch «On ne peut rien faire Madame le ministre» („Da kann man nichts machen, Frau Ministerin“).
Von 1997 bis 2011 hatte Lepage eine Professur für Recht der nachhaltigen Entwicklung (droit du développement durable) an der Sciences Po. Daneben ist sie Mitbegründerin verschiedener nicht-staatlicher Organisationen für den Umweltschutz:
- Comité de recherche et d'information indépendantes sur le génie génétique (CRII GEN); eine 1999 gegründete wissenschaftliche Organisation, die die Auswirkung von gentechnisch veränderten Organismen auf die Gesundheit und die Umwelt untersucht.
- Observatoire de vigilance et d'alerte écologique (Ovale); diese Organisation kämpft unter anderem für die Transparenz bei Unfällen und Kontamination in den Kernkraftenergieanlagen Frankreichs.

Sie ist ebenfalls im Kampf gegen Korruption in Politik und Wirtschaft als Vorstandsmitglied des Transparency International Frankreich engagiert.
Aus der Denkfabrik Cap21 ging 2000 eine politische Partei gleichen Namens hervor, die Lepage seither anführt. 2002 kandidierte sie für die Präsidentenwahl und erzielt 1,88 % der Stimmen im ersten Wahlgang. Bei der Regionalwahl 2004 führte sie die Liste der bürgerlichen UDF in Paris; nahm aber nach der Fusion der Listen UDF und UMP am zweiten Wahlgang nicht mehr teil.
2007 trat sie nicht als Kandidatin an, sondern unterstützte den Mitte-Kandidaten François Bayrou von der UDF. Nach den Wahlen war Cap21 an der Gründung der von François Bayrou geführten UDF-Nachfolgepartei Mouvement démocrate (MoDem) beteiligt; Corinne Lepage wurde stellvertretende Vorsitzende. Sie wurde bei der Europawahl in Frankreich 2009 als Europaabgeordnete der Partei Modem im Wahlkreis Nord-Ouest gewählt. Im Europäischen Parlament saß sie, wie die übrigen MoDem-Abgeordneten, in der liberalen Fraktion der Allianz der Liberalen und Demokraten für Europa (ALDE). Sie war bis Januar 2012 stellvertretende Vorsitzende, anschließend einfaches Mitglied im Ausschuss für Umweltfragen, öffentliche Gesundheit und Lebensmittelsicherheit sowie Delegierte für die Beziehungen zur Volksrepublik China.
Im Jahre 2009 kritisierte Corinne Lepage aus ökonomischen, sozialen und ökologischen Gründen die massive Nutzung der Kernenergie in Frankreich: „Bei der Atomkraft handelt es sich in Frankreich quasi um eine Religion [...] Ich bin nicht von vornherein gegen Nukleartechnik. Doch ich denke, sie wirft viele Probleme auf. Und ich bin nicht sicher, ob sie wirtschaftlich rentabel ist. Sicher bin ich aber, dass sie an vielen Übeln in der französischen Gesellschaft schuld ist. Wegen der undurchsichtigen Heimlichtuerei, in die sich das System hineinmanövriert hat, die auf viele andere Bereiche übergegriffen hat, weil man geheim halten musste, dass sie für die Atomkraft geschahen. Zweitens verursacht sie einen Teil unser aktuellen wirtschaftlichen Schwierigkeiten. Denn dadurch, dass wir allein auf die Atomkraft gesetzt haben, haben wir keine erneuerbaren Energien entwickelt, keine neuen Materialien, etc. etc. Und unsere Industrie hinkt hinterher.“ Im Dezember 2009 begründete sie einen Think Tank namens Terre Democrate, in dem alle Bürger, die daran mitwirken wollten, bis zum Dezember 2010 neue politische und soziale Ideen kreierten.
Im März 2010 erklärte sie ihren Austritt aus dem Mouvement démocrate, das ihrer Meinung nach zu stark auf den Vorsitzenden François Bayrou ausgerichtet war. Ihre Partei Cap21 erklärte sich anschließend für autonom und trennte sich ebenfalls von MoDem. Auf europäischer Ebene blieb Lepage jedoch in der ALDE-Fraktion. Zur Präsidentschaftswahl 2012 erklärte sie zunächst eine eigene Kandidatur. Sie erhielt jedoch nur 476 der erforderlichen 500 Unterstützungserklärungen (parrainages) von Amts- und Mandatsträgern. Daraufhin unterstützte sie die Kandidatur des Sozialisten François Hollande. Nach der Europawahl 2014  schied sie aus dem Europäischen Parlament aus. Ihre Kleinpartei Cap21 fusionierte 2014 mit dem Rassemblement citoyen zu Le Rassemblement citoyen - Cap21, dessen Vorsitzende sie seither ist.
Seit Anfang 2016 vertritt sie den Schweizer Kanton und die gleichnamige Stadt Genf bei der von ihnen erhobenen Klage gegen das benachbarte französische Kernkraftwerk Bugey – nach eigenen Worten nicht, um Frankreich zu verängstigen, sondern, es wachzurütteln und seine Atomaufsichtsbehörde ASN (Autorité de sûreté nucléaire), „den Festungswall für die atomare Sicherheit in Frankreich, gegen unglaublichen Druck zu verteidigen“.
Sie war eine der Hauptorganisatoren des 2016 abgehaltenen Monsanto-Tribunals.
Corinne Lepage erklärte im Januar 2017, die Kandidatur von Emmanuel Macron für die Präsidentschaftswahl 2017 und seine Bewegung En Marche zu unterstützen.

## Schriften
- Code annoté de procédures administratives contentieuses. 1990.
- Les Audits d'environnement. 1992.
- On ne peut rien faire, madame le Ministre. 1998.
- Bien gérer l'environnement, une chance pour l'entreprise. 1999.
- La Politique de précaution. mit François Guéry. 2000.
- Oser l'espérance. 2001.
- De l'Écologie hors de l'imposture et de l'opportunisme. Kollektion Temps critique. 2003, ISBN 2-87781-074-7.
- Santé & Environnement: l'ABCdaire. 2005.
- J'arrive. 2005. (mit dem Pseudonym Catherine Médicis)
- L'Entreprise responsable. Sociale, éthique, "verte"… et bénéficiaire? von Cécile Jolly, Vorwort von Corinne Lepage, Verlag Éd. du Félin, 2006, ISBN 2-86645-617-3.
- Et si c’était elle. Éditions Michalon, 2006, ISBN 2-84186-320-4.
- Constitution pour une nouvelle République. 2006, ISBN 2-35310-000-7.
- On efface tout et on recommence. 2006. (mit dem Pseudonym Catherine Médicis)
- Vivre autrement. Verlag Grasset, 2009.